# Atienza
Atienza – gmina w Hiszpanii, w prowincji Guadalajara, w Kastylii-La Mancha, o powierzchni 104,28 km². W 2011 roku gmina liczyła 498 mieszkańców.